# E Nomine
E Nomine är ett tyskt musikprojekt som bildades 1999 av producenterna Christian "Chris Tentum" Weller och Friedrich "Fritz" Graner. Deras genre kallas Monumental Dance.
Musiken innehåller ofta trance/techno, och refrängerna sjungs oftast på tyska och/eller latin av en kör från Deutsche Oper Berlin. I andra fall består refrängen av en hög soloröst (Johanna von Orléans, Marten Rosenbaum). Deras lyrik framförs av olika kända tyska röstskådespelare (se lista nedan).
"Visuellt" framförda blir sångerna i deras musikvideor (och konserter) av deras skådespelare Senad Fuerzkelper Giccic.
Texterna har främst ett kristet tema, men gruppen hämtar också inspiration från magi, mystik och kampen mellan gott och ont.

## Vokalister
- Christian Brückner – på låtarna "Vater Unser", "E Nomine (Denn Sie Wissen Nicht Was Sie Tun)", "Das Abendmahl", "Vater Unser Part II (Psalm 23)", "Mitternacht", "Dracul's Bluthochzeit", "Deine Welt", "Das Omen (Im Kreis des Bösen)", "Mysteria", "Das Tier in mir".
- Rolf Schult – på "Die Schwarzen Reiter", "Hexenjagd".
- Helmut Krauss – på "Das Böse", "Schwarze Sonne".
- Michael Chevalier – "Zorn - Die 12 Verbotenen Töne", "Herr der Schatten", "Spiegelbilder".
- Martin Kessler – på "Himmel & Hölle", "Ave Maria", "Aus dem Jenseits", "Carpe Noctem", "Opus Magnum".
- Joachim Kerzel – på "Die 10 Gebote", "Die Sintflut", "Per l'Eternita", "Das Tier in mir (Wolfen)".
- Eckart Dux – på "Angst", "Die Nachtwache", "Wiegenlied".
- Frank Glaubrecht – på "Der Fürst der Finsternis", "Hallelujah", "Der Exorzist", "Das Rad des Schicksals", "Die Posaunen von Jericho".
- Joachim Tennstedt – på "Exitus", "Friedenshymne".
- Thomas Danneberg – på "Bibelworte des Allmächtigen", "Im Zeichen des Zodiak", "Nebelpfade".
- Volker Brandt – på "Der Blaubeermund"
- Manfred Lehmann – på "Séance".
- Tobias Meister – på "Mondengel".
- Wolfgang Pampel – på "Anderwelt (Laterna Magica)".
- Jürgen Thormann – på "Seit Anbeginn der Zeit", "Der Prophet".
- Elmar Wepper – på "Die Runen von Asgard".
- Gerrit Schmidt-Foß – på "Laetitia".
- Otto Mellies – på "Wer den Wind sät...", "Der Ring der Nibelungen".
- Elisabeth Günther – på "Morgane Le Fay".
- Ralf Moeller – på "Schwarze Sonne", "Der Turm"

## Diskografi
Album
- 1999 – Das Testament
- 2002 – Finsternis
- 2003 – Die Prophezeiung
- 2004 – Das Beste aus... Gottes Beitrag und Teufels Werk

Singlar
- 1999 – "Vater Unser"
- 2000 – "E Nomine (Denn Sie Wissen Nicht Was Sie Tun)"
- 2001 – "Mitternacht"
- 2002 – "Das Tier in mir (Wolfen)"
- 2003 – "Deine Welt"
- 2003 – "Das Omen im Kreis des Bösen"
- 2003 – "Schwarze Sonne"
- 2004 – "Vater Unser Part II (Psalm 23)"
- 2005 – "Das Böse"
- 2008 – "Heilig"